# Grande enciclopedia ucraina
La Grande enciclopedia ucraina (GEU; in ucraino Велика українська енциклопедія, ВУЕ?) è un'enciclopedia nazionale universale, la prima dell'Ucraina indipendente. Viene redatta dall'istituzione scientifica statale "Casa editrice enciclopedica" (in ucraino Енциклопедичне видавництво?, Encyklopedyčne vydavnyctvo) di Kiev.

## Storia
L'idea di pubblicare un'enciclopedia universale in Ucraina maturò negli anni '90 tra gli intellettuali dell'Accademia nazionale delle scienze dell'Ucraina. La decisione di redigere un'enciclopedia generale fu presa nella riunione del Presidium dell'Accademia nazionale delle scienze il 29 novembre 2012. Con decreto presidenziale n. 1 del 2 gennaio 2013 fu ratificata la compilazione della "Grande enciclopedia ucraina" in più volumi, sia in versione stampata che elettronica.
I primi lavori riguardarono la stesura del Dizionario, un elenco di termini per le voci future. In seguito venne realizzato il portale e-GEU (in ucraino е-ВУЕ?, e-VUE), presentato il 13 dicembre 2018.

## Caratteristiche
La Grande enciclopedia ucraina raccoglie circa 100.000 voci in merito alla scienza, alla storia della civiltà umana e al contributo del popolo ucraino nel mondo. Vi è un'edizione stampata in più volumi e una versione elettronica che consente di utilizzare strumenti interattivi e multimediali, elementi di navigazione, ipertesto, ricerca ecc. Il suo contenuto è distribuito anche attraverso social network come Facebook e Telegram.
Gli autori della maggior parte delle voci dell'enciclopedia sono specialisti di spicco dell'Ucraina, tra cui dipendenti di istituti scientifici, docenti universitari, storici locali, storici dell'arte ed esperti di economia.
Al 2022 sono stati pubblicati i primi tre volumi della Grande enciclopedia ucraina, compreso il volume tematico sul paese Ucraina. 30 anni di indipendenza. I volumi successivi sono in fase di compilazione.

## Volumi pubblicati
- (UK) Киридон А. М. (a cura di), Велика українська енциклопедія. Сло́вник [Grande enciclopedia ucraina. Dizionario], Кiev, Державна наукова установа «Енциклопедичне видавництво», 2015, ISBN 978-617-7288-19-9.
- (UK) Киридон А. М. (a cura di), А — Акц, in Велика українська енциклопедія [Grande enciclopedia ucraina], vol. 1, Кiev, Державна наукова установа «Енциклопедичне видавництво», 2018, ISBN 978-617-7238-39-2.
- (UK) Киридон А. М. (a cura di), Акц — Аор, in Велика українська енциклопедія [Grande enciclopedia ucraina], vol. 2, Кiev, Державна наукова установа «Енциклопедичне видавництво», 2018, ISBN 978-617-7238-39-2.
- (UK) Киридон А. М. (a cura di), Апа — Аят, in Велика українська енциклопедія [Grande enciclopedia ucraina], vol. 3, Кiev, Державна наукова установа «Енциклопедичне видавництво», 2018, ISBN 978-617-7238-39-2.